# Postillion Rock
Der Postillion Rock (in Chile Isla Teniente Primero Marinero Rubilar) ist ein kleiner eisfreier Klippenfelsen vor der Fallières-Küste des Grahamlands auf der Antarktischen Halbinsel. Er liegt unmittelbar südlich des Roman Four Promontory im nördlichen Teil des Neny-Fjords. 
Teilnehmer der British Graham Land Expedition (1934–1937) unter der Leitung des australischen Polarforschers John Rymill kartierten ihn 1936 erstmals. Eine weitere Vermessung sowie die Benennung nahm der Falkland Islands Dependencies Survey im Jahr 1949 vor. Namensgebend ist seine abgeschiedene geographische Lage.
Teilnehmer der 1. Chilenischen Antarktisexpedition (1946–1947) benannten sie dagegen nach einem Expeditionsmitglied.